# Andreas Kesler

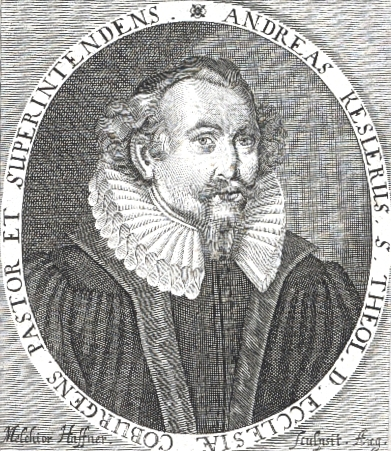
Andreas Kesler

Andreas Kesler, auch: Kessler; (* 17. Juli 1595 in Coburg; † 15. Mai 1643 in Coburg) war ein deutscher lutherischer Theologe.

## Leben
Kessler stammte aus einfachen Verhältnissen. Sein Vater war der Bürger und Schneider Andreas Kessler und seine Mutter Katharina war eine geborene Schmidt. Zunächst besuchte er die Schulen seiner Heimatstadt und bezog 1610 die Universität Jena. Dort wurde er 1615 Baccalaureus und 1619 Magister der Philosophie. 1619 ging er an die Universität Wittenberg, hielt Privatvorlesungen und wurde 1621 Adjunkt an der philosophischen Fakultät. 1623 kehrte er zurück in seine Vaterstadt und wurde Professor der Logik am Coburger Gymnasium Casimirianum.
1625 erhielt er einen Ruf zum Superintendenten in Eisfeld, er promovierte 1627 in Jena zum Doktor der Theologie und verlor 1632 bei einem militärischen Übergriff der Kroaten in Eisfeld seine Bibliothek bei einem Brand. Im Folgejahr wechselte er als Superintendent und war 1634 Direktor des Gymnasiums in Schweinfurt. 1635 kehrte er zurück nach Coburg und wurde Generalsuperintendent von Coburg.
In dieser Funktion erlitt er bei der Predigt einen Herzschlag und starb an den Folgen. Vor allem trat Kessler als Vertreter der lutherischen Orthodoxie gegen die Sozinianer auf und verfasste dazu mehrere Streitschriften. Ebenso wendete er sich in der konfessionellen Auseinandersetzung gegen die die Gegenreformation vorantreibenden Jesuiten.
Kesler heiratete am 11. Januar 1631 in Eisfeld Hedwig Catharina, die Tochter des kursächsischen Rentmeisters Hieronymus Stumpf (genannt Lahr) aus Schleusingen. Seine zweite Ehe schloss er in Coburg am 10. April 1638 mit Katharina Lucretia, der Tochter des Juristen Christoph Waltz. Beide Ehen blieben kinderlos.

## Werkauswahl
- Logicae Photimanae examen. 1621
- Metaphysica Photiniana … in gratiam sobrie philosophantium Wittenberg 1623
- Prudentia christiana. 1628
- Respensio ad L. Foreri bellum ubiquisticum. Jena 1629
- LUTHERTUMB/ gründlicher Bericht/ Erstlich von Desz h.d. Lutheri s. Kirchen… 1630
- Methodus Häreticos Convertendi. Auszfürlicher Tractat von der Ketzer;… 1631
- Psychopharmacum pro Evangelicis & Pontificiis, Seelen Artzney, für die… 1636
- Physicae Photinianorum examen. Arnstadt 1656
- Theologia Casuum conscientiae Hodierno cum Primis Tempori Accommodatorum… 1658 GoogleBooks